# Giovanni il Popolano
Giovanni di Pierfrancesco de' Medici, detto il Popolano (Firenze, 21 ottobre 1467 – San Piero in Bagno, 14 settembre 1498), è stato un politico italiano, figlio di Pierfrancesco il Vecchio e fratello minore di Lorenzo il Popolano, esponente quindi del ramo cadetto Popolano (o del Trebbio) della famiglia Medici.

## Biografia
Dopo la morte del padre (1476), i due fratelli, ancora molto giovani ebbero come tutori i cugini Giuliano e Lorenzo de' Medici. Crebbero nello stesso ambiente colto e raffinato che circondava il Magnifico, e si formarono agli insegnamenti di illustri letterati come Marsilio Ficino e Angelo Poliziano, sviluppando la passione per gli studi classici e per i libri, al punto che costituirono una cospicua biblioteca ricca di manoscritti e codici miniati.
Col tempo i rapporti con Lorenzo si deteriorarono, anche per motivi economici, dal momento che il Magnifico teneva per sé l'ingente eredità del padre dei due fratelli, mentre avrebbe dovuto solo amministrarla e conservarla fino al compimento della maggiore età dei due. L'ostilità fu molto accesa e solo un arbitrato di un magistrato mise temporaneamente fine al conflitto. Dopo la morte del Magnifico, l'ostilità con il suo ramo della famiglia riesplose, quando i due fratelli si posero a capo di quanti osteggiavano il suo successore, Piero detto "il Fatuo", il quale quindi li esiliò nell'aprile del 1494.
L'esilio fu di breve durata: nel novembre dello stesso anno i due rientrarono a Firenze, quando Piero de' Medici venne cacciato dopo l'ingresso di Carlo VIII di Francia, ed essi diedero il loro sostegno al nuovo governo repubblicano instaurato dal Savonarola, prendendo l'epiteto di “Popolani”, per distanziarsi dal "tirannico" ramo di Piero e testimoniare la fedeltà alla Repubblica.

## Discendenza
Nel 1497 Giovanni il Popolano sposò la celebre Caterina Sforza, signora di Forlì e dal matrimonio nacque, l'anno successivo, un figlio chiamato Ludovico. Pochi mesi dopo, però, Giovanni si ammalò e morì, e la moglie diede il suo nome al figlio, che divenne poi famoso col nome di Giovanni dalle Bande Nere, l'ultimo capitano di ventura, padre di quel Cosimo I de' Medici che sarà il primo Granduca di Toscana.

## Linea di successione
|                       |                           |                           |                      |                              |                           |                           |                                 |                                 |
|                       |                           |                           |                      | · Ramo Salvestro di Averardo |                           |                           |                                 |                                 |
|                       |                           |                           |                      |                              |                           |                           |                                 |                                 |
|                       |                           |                           |                      |                              |                           |                           |                                 |                                 |
|                       |                           |                           |                      | Lorenzo *1394 †1440          |                           |                           |                                 |                                 |
|                       |                           |                           |                      |                              |                           |                           |                                 |                                 |
|                       |                           |                           |                      |                              |                           |                           |                                 |                                 |
|                       |                           |                           | Francesco *? †?      | Francesco *? †?              | Pierfrancesco *1430 †1476 | Pierfrancesco *1430 †1476 |                                 |                                 |
|                       |                           |                           |                      |                              |                           |                           |                                 |                                 |
|                       |                           |                           |                      |                              |                           |                           |                                 |                                 |
|                       |                           |                           | Lorenzo *1463 †1503  | Lorenzo *1463 †1503          |                           |                           | Giovanni *1467 †1498            | Giovanni *1467 †1498            |
|                       |                           |                           |                      |                              |                           |                           |                                 |                                 |
|                       |                           |                           |                      |                              |                           |                           |                                 |                                 |
|                       | Pierfrancesco *1487 †1525 | Pierfrancesco *1487 †1525 | Averardo *? †?       | Averardo *? †?               | Vincenzo *? †?            | Vincenzo *? †?            | Ludovico [Giovanni] *1498 †1526 | Ludovico [Giovanni] *1498 †1526 |
|                       |                           |                           |                      |                              |                           |                           |                                 |                                 |
|                       |                           |                           |                      |                              |                           |                           |                                 |                                 |
| Lorenzino *1514 †1548 | Lorenzino *1514 †1548     | Giuliano *1520 †1588      | Giuliano *1520 †1588 |                              |                           |                           | Linea Granducale ·              | Linea Granducale ·              |

## Ascendenza
|                          |  |                     | Genitori      |  |  | Nonni |  |  | Bisnonni          |  |  | Trisnonni                          |  |
|                          |  |                     |               |  |  |       |  |  | Giovanni di Bicci |  |  | Averardo di Chiarissimo de' Medici |  |
|                          |  |                     |               |  |  |       |  |  | Giovanni di Bicci |  |  | Averardo di Chiarissimo de' Medici |  |
|                          |  | …                   |               |  |  |       |  |  | Giovanni di Bicci |  |  |                                    |  |
| Lorenzo il Vecchio       |  |                     |               |  |  |       |  |  | Giovanni di Bicci |  |  |                                    |  |
|                          |  | Piccarda Bueri      | Eduardo Bueri |  |  |       |  |  |                   |  |  |                                    |  |
|                          |  | Piccarda Bueri      | Eduardo Bueri |  |  |       |  |  |                   |  |  |                                    |  |
|                          |  | Piccarda Bueri      | …             |  |  |       |  |  |                   |  |  |                                    |  |
| Pierfrancesco il Vecchio |  | Piccarda Bueri      |               |  |  |       |  |  |                   |  |  |                                    |  |
|                          |  | Giovanni Cavalcanti | …             |  |  |       |  |  |                   |  |  |                                    |  |
|                          |  | Giovanni Cavalcanti | …             |  |  |       |  |  |                   |  |  |                                    |  |
|                          |  | Giovanni Cavalcanti | …             |  |  |       |  |  |                   |  |  |                                    |  |
| Ginevra Cavalcanti       |  | Giovanni Cavalcanti |               |  |  |       |  |  |                   |  |  |                                    |  |
|                          |  |                     | …             |  |  |       |  |  |                   |  |  |                                    |  |
|                          |  |                     |               |  |  |       |  |  |                   |  |  |                                    |  |
|                          |  | …                   |               |  |  |       |  |  |                   |  |  |                                    |  |
| Giovanni il Popolano     |  |                     |               |  |  |       |  |  |                   |  |  |                                    |  |
|                          |  | …                   |               |  |  |       |  |  |                   |  |  |                                    |  |
|                          |  |                     |               |  |  |       |  |  |                   |  |  |                                    |  |
|                          |  | …                   |               |  |  |       |  |  |                   |  |  |                                    |  |
|                          |  |                     |               |  |  |       |  |  |                   |  |  |                                    |  |
|                          |  |                     | …             |  |  |       |  |  |                   |  |  |                                    |  |
|                          |  |                     |               |  |  |       |  |  |                   |  |  |                                    |  |
|                          |  | …                   |               |  |  |       |  |  |                   |  |  |                                    |  |
| Laudomia Acciaiuoli      |  |                     |               |  |  |       |  |  |                   |  |  |                                    |  |
|                          |  |                     | …             |  |  |       |  |  |                   |  |  |                                    |  |
|                          |  |                     |               |  |  |       |  |  |                   |  |  |                                    |  |
|                          |  | …                   |               |  |  |       |  |  |                   |  |  |                                    |  |
|                          |  |                     |               |  |  |       |  |  |                   |  |  |                                    |  |
|                          |  |                     | …             |  |  |       |  |  |                   |  |  |                                    |  |
|                          |  |                     |               |  |  |       |  |  |                   |  |  |                                    |  |
|                          |  | …                   |               |  |  |       |  |  |                   |  |  |                                    |  |
|                          |  |                     |               |  |  |       |  |  |                   |  |  |                                    |  |